# 佐米曲普坦
佐米曲普坦 （英語：Zolmitriptan）是一种选择性5-HT1激动剂，通过激动颅内血管（包括动静脉吻合处）和三叉神经系统交感神经上的5-HT1B/1D受体，引起颅内血管收缩并抑制前炎症神经肽的释放，从而作为一种治疗偏头痛和丛集性头痛的曲坦类药物。

## 说明
佐米曲普坦是一种人工合成的色胺衍生物，白色粉末，易溶于水。